# Villaturde
Villaturde is een gemeente in de Spaanse provincie Palencia in de regio Castilië en León met een oppervlakte van 26,15 km². Villaturde telt 164 inwoners (1 januari 2016).

## Demografische ontwikkeling
Bron: INE, 1857-2011: volkstellingen
Opm.: In 1857 werden de gemeenten Villacuende, Villanueva de los Nabos en Villotilla aangehecht